# FAIRYTALE
FAIRYTALE是F&C的一個十八禁遊戲品牌。原本是從JAST獨立的キララ公司以及改名後的IDES的品牌。
1987年時代發售了首部作品，1989年COCKTAIL SOFT發布首作以後，作為組成F&C的兩支柱之一的品牌而存在
2001年F&C重組後也大致上存在，重組是由兩品牌合併分割成三個，改變前後也可認為是不同的品牌。此外，也有改編前的品牌RED-ZONE以及品牌HARDCOVER，改編後分成了花月組、月星組。

## 標誌
在片頭動畫的時候，和BGM一起使用流暢的手寫體寫著白底金字的「Fairytale」。

## 作品一覽
這裡記述1987年到2000年，組織改編以前的標題。

### FAIRYTALE
2001年組織改編後的標題請參照F&C#FAIRYTALE。
- 1987年5月 -
- 1987年5月 -
- 1987年5月 - （全年齡）
  - 1988年7月8日 -
- 1987年6月 -
- 1987年6月 -
- 1987年10月 - Lipstick（日语：リップスティックアドベンチャー#リップスティック）（#1 蘿莉篇、#2 女學生篇、#3 OL篇、#4 護士篇、#5 空姐篇）
  - 1989年 - Lipstick V2
- 1987年10月 - [殺しのドレス（日语：殺しのドレス (Ides)）] 错误：{{Lang}}：无效参数：|3=（帮助）
  - 1989年9月1日 - 
  - 1992年12月18日 -
- 1988年1月 -
- 1988年2月 -
- 1988年6月8日 - 
  - 1988年9月8日 - 
  - 1988年11月9日 -
- 1988年8月8日 -
- 1989年6月8日 - DORAGOON ARMAR for Adult
- 1988年11月15日 - Lipstick Adventure（日语：リップスティックアドベンチャー）
  - 1990年12月14日 - Lipstick Adventure 2
  - 1993年4月23日 - Lipstick Adventure 3
  - 1999年4月23日 - Lipstick Adventure EX
- 1990年4月21日 -
- 1990年5月17日 - 
  - 1993年10月22日 -
- 1990年12月5日 -
- 1991年3月8日 -
- 1991年11月22日 -
- 1991年12月22日 -
- 1991年12月27日 - 
  - 1994年11月22日 -
- 1992年4月 -
- 1992年4月11日 - DEAD OF THE BRAIN（日语：デッド・オブ・ザ・ブレイン#デッド・オブ・ザ・ブレイン 死霊の叫び）
- 1992年5月1日 -
- 1992年5月 -
- 1992年7月23日 -
- 1992年11月27日 -
- 1993年3月12日 -
- 1993年10月29日 -
- 1994年4月13日 -
- 1995年2月24日 - Virtua Call（日语：バーチャコール）
  - 1995年12月22日 - Virtua Call 2
  - 1997年7月25日 - Virtua Call 3
- 1995年6月23日 - 
  - 1999年12月22日 -
- 1995年10月27日 - FAIRYTALE Remix volume.1
  - 1996年4月26日 - FAIRYTALE Remix volume.2
  - 1996年11月29日 - FAIRYTALE Remix volume.3 with Virtua Call 2.2
  - 1998年4月24日 - ProjectVC＋FAIRYTALE Remix Volume.4
- 1995年11月2日 - MOON GATE
- 1996年9月12日 - 
  - 1997年12月26日 - 
  - 2000年10月9日 -
- 1998年2月6日 - 
  - 2000年4月14日 - Natural Premium Package
  - 2000年5月26日 - Natural2 -DUO-
  - 2000年12月22日 -
- 1998年11月20日 - PALETTE（日语：PALETTE）
- 1999年10月29日 -
- 1999年11月19日 -
- 2000年6月30日 -
- 2000年11月10日 - B.B. Oh,yes! Jonny!
- 2000年12月8日 -

＊後來開發的遊戲基本上轉移到了F&C FC01，PALETTE與Natural系列轉移到FC03（這兩個在FC03發售時為相關作品）。

### FAIRYTALE/X指定
X指定 (X-rated) 為依照1991年時的美國成人限定基準。當時，日本電腦軟體倫理機構尚未設立，X指定以「這款遊戲在美國為18禁，具有足夠的色情成分」(日語：このゲームはアメリカでは18禁になるくらいエロいんです)煽動。
- 1991年1月 - 龍城18禁（日语：ドラゴンシティX指定）
- 1991年7月27日 - 校內寫生（日语：校内写生）

遊人同名作品，成人漫畫的遊戲移植版
- 1991年10月18日 - 沙織 -美少女們的貴府- （沙織 -美少女達の館-）

＊由於沙織事件，《ドラゴンシティX指定》與《沙織》從登錄產品被抹消了。

### RED-ZONE（）
2001年組織改編以後遊戲標題請參照F&C#RED-ZONE（レッドゾーン）。
- 1993年2月19日 -
- 1993年6月4日 -
- 1994年2月25日 -
- 1994年7月29日 -
- 1995年7月7日 -
- 1995年7月28日 - （Macintosh）
- 1995年11月22日-
- 1996年4月19日 - X-GIRL
- 1996年7月19日 - （Macintosh）
- 1999年11月26日 -
- 1999年12月10日 -
- 2000年4月28日 -

名字系列
- 1993年1月22日 -
- 1993年7月9日 -
- 1993年11月19日 - 
  - 1993年12月22日 -
- 1994年1月28日 -
- 1994年8月26日 - 
  - 1994年9月14日 - （FM Towns）
- 1994年12月23日 -
- 1995年10月6日 -
- 1996年3月23日 -
- 1996年9月25日 -
- 1997年6月27日 - AKIKO HARD

### HARDCOVER（）
2000年解散、2005年成為F&C HARDCOVER。
- 1994年6月24日 -
- 1995年5月26日 -
- 1996年8月2日 - BLUE EYES
- 2000年2月25日 - ECHO

## 備註
1. ↑  F&C官方網站以及Carrot Island資料頁皆未登錄

## 外部連結
- F&C（页面存档备份，存于）（日語）
- RED-ZON（日語）
- Carrot Island（日語）
- FAIRYTALE的X（前Twitter）（日語）